# Фрай-скриминг
Фрай-скриминг, фрай (от англ. fry «жареный»), или хит (от англ. heat «тепло», «жар») — приём экстремального вокала, суть которого заключается в формировании скрипучего или хриплого голоса с помощью сомкнутых вибрирующих голосовых складок. По сути, фрай-скриминг — крик штробасом, с использованием диафрагмального дыхания. Фрай характерен для дэт-метала и металкора.

## Характеристика
Фрай-скриминг обычно звучит как пронзительный скрипучий крик, и почти не напрягает голосовые связки. Фрай использует в своей основе гортанную смычку: механизм, который также используется для получения штробаса, помогая достичь самого низкого регистра человеческого голоса. При этом, в отличие от штробаса, где вибрации связок в положении гортанной смычки медленные и слабые, для получения фрай-скриминга необходимо большее давление воздуха, которое обеспечивает более частую вибрацию связок, что даёт фрай-скримингу характерный высокий, кричащий оттенок. Данный вокальный приём похож другой тип экстремального вокала – гроулинг, однако имеет иной механизм, а его спектр ярче и, обычно, фрай-скриминг не такой громкий. Также фрай-скрим не имеет определённой высоты.
Пиг-сквил в плане техники подобен фрай-скримингу с усилением высоких обертонов, при котором язык сложен ложкой. Также близким к фрай-скримингу является один из стилей тувинского горлового пения — хоомей.
Фрай-скриминг характерен для дэт-метала и металкора. Такие блэк-метал-группы, как Burzum и Mayhem в 1980-х годах стали одними из первых, кто применял данную технику. В качестве примера металкор-групп можно привести такие коллективы, как Atreyu, Black Bomb A, Killswitch Engage и Unearth. Также, можно привести в пример следующих фронтменов: Варг Викернес, Алекси Лайхо, Фил Ансельмо, Кори Тейлор, Курт Кобейн, Рэнди Блай, Крис Корнелл (песня Shadow on the Sun из одноимённого альбома Audioslave), Дэйв Грол (альбом In Your Honor) и Честер Беннингтон.

## Техника
Фрай-скриминг достигается за счёт серии интервалов импульсов, образованных в голосовой щели, которые могут быть вызваны на вдохе или выдохе. Скрип образуется голосовыми связками, регулируется их расстоянием между собой и диафрагмой. Меняя баланс между гортанным и брюшным давлением, получаются разнообразные оттенки звучания голоса. При фрай-скриминге голосовые связки соединяются («прилипают» друг к другу) так, что начинают оказывать давление друг на друга, из-за чего воздух неравномерно проходит через связки, формируя громкий скрип. Во время звукоизвлечения происходит непериодическая вибрация связок, а высота звука определяется только формой и объёмом полости рта. Таким образом, размещение языка, открытие рта и увеличение объёмов гортани, мягкого нёба челюсти являются единственными факторами, которые будут определять высоту звукоизвлечения. Обертоны и их усиление очень важны при фрай-скриме, поскольку они делают звук сильнее и полнее.
Неправильное звукоизвлечение может привести к воспалению горла. Людям, которые только начинают практиковать данный стиль, может казаться, что горло сжалось, но со временем, благодаря регулярной практике, это проходит (область гортани расслабляется).